# 81-й гвардейский бомбардировочный авиационный полк
81-й гвардейский бомбардировочный авиационный Краковский орденов Суворова и Богдана Хмельницкого полк — авиационный полк в составе ВС СССР во время Великой Отечественной войны.

## История наименований полка
- 202-й скоростной бомбардировочный авиационный полк;
- 202-й бомбардировочный авиационный полк;
- 81-й гвардейский бомбардировочный авиационный полк;
- 81-й гвардейский бомбардировочный авиационный Краковский полк;
- 81-й гвардейский бомбардировочный авиационный Краковский ордена Суворова полк;
- 81-й гвардейский бомбардировочный авиационный Краковский орденов Суворова и Богдана Хмельницкого полк;
- 748-й гвардейский бомбардировочный авиационный Краковский орденов Суворова и Богдана Хмельницкого полк;
- Полевая почта 74544.

## История
Полк был сформирован по приказу НКО как 202-й скоростной бомбардировочный авиационный полк (202 сбап).
На основании приказа Народного комиссара обороны СССР № 128 от 18 марта 1943 года 202-й скоростной бомбардировочный авиационный полк за образцовое выполнение заданий командования, мужество и героизм личного состава переименован в 81-й гвардейский бомбардировочный авиационный полк.

### В составе объединений
| Дата          | Фронт (округ)             | Армия                | Корпус                                               | Дивизия                                                |
| ------------- | ------------------------- | -------------------- | ---------------------------------------------------- | ------------------------------------------------------ |
| 18.03.1943 г. | Северо-Западный фронт     | 6-я воздушная армия  | 1-й бомбардировочный авиационный корпус              | 1-я гвардейская бомбардировочная авиационная дивизия   |
| 26.03.1943 г. | Воронежский фронт         | 2-я воздушная армия  | 1-й бомбардировочный авиационный корпус              | 1-я гвардейская бомбардировочная авиационная дивизия   |
| 13.07.1943 г. | Степной фронт             | 5-я воздушная армия  | 1-й бомбардировочный авиационный корпус              | 1-я гвардейская бомбардировочная авиационная дивизия   |
| 20.10.1943 г. | 2-й Украинский фронт      | 5-я воздушная армия  | 1-й бомбардировочный авиационный корпус              | 1-я гвардейская бомбардировочная авиационная дивизия   |
| 05.02.1944 г. | 2-й Украинский фронт      | 5-я воздушная армия  | 2-й гвардейский бомбардировочный авиационный корпус  | 1-я гвардейская бомбардировочная авиационная дивизия   |
| 06.07.1944 г. | 1-й Украинский фронт      | 2-я воздушная армия  | 2-й гвардейский бомбардировочный авиационный корпус  | 1-я гвардейская бомбардировочная авиационная дивизия   |
| 16.07.1944 г. | 1-й Украинский фронт      | 8-я воздушная армия  | 2-й гвардейский бомбардировочный авиационный корпус  | 1-я гвардейская бомбардировочная авиационная дивизия   |
| 30.07.1944 г. | 1-й Украинский фронт      | 2-я воздушная армия  | 2-й гвардейский бомбардировочный авиационный корпус  | 1-я гвардейская бомбардировочная авиационная дивизия   |
| 26.12.1944 г. | 1-й Украинский фронт      | 2-я воздушная армия  | 6-й гвардейский бомбардировочный авиационный корпус  | 1-я гвардейская бомбардировочная авиационная дивизия   |
| 11.05.1945 г. | 1-й Украинский фронт      | 2-я воздушная армия  | 6-й гвардейский бомбардировочный авиационный корпус  | 1-я гвардейская бомбардировочная авиационная дивизия   |
| 10.06.1945 г. | Центральная группа войск  | 2-я воздушная армия  | 6-й гвардейский бомбардировочный авиационный корпус  | 1-я гвардейская бомбардировочная авиационная дивизия   |
| 20.02.1949 г. | Центральная группа войск  | 59-я воздушная армия | 44-й гвардейский бомбардировочный авиационный корпус | 164-я гвардейская бомбардировочная авиационная дивизия |
| 01.07.1953 г. | Таврический военный округ | ВВС округа           |                                                      | 164-я гвардейская бомбардировочная авиационная дивизия |
| 01.04.1956 г. | Киевский военный округ    | 69-я воздушная армия |                                                      | 164-я гвардейская бомбардировочная авиационная дивизия |
| 01.04.1960 г. | Киевский военный округ    | 69-я воздушная армия |                                                      | 164-я гвардейская бомбардировочная авиационная дивизия |

### Командование
- полковник Н. Ф. Ефимов (ноябрь 1940—6 июля 1941)
- подполковник С. П. Сенников (7 июля 1941—25 марта 1943)
- подполковник В. Я. Гаврилов (25 марта 1943—11 мая 1945)
- полковник Опрыжко в 1950х годах
- полковник Мамаев до 1956 г.
- подполковник В.П. Изварин с 1956 г. вплоть до расформирования полка в 1960-м

### Участие в операциях и битвах
- Курская оборонительная операция — с 5 июля 1943 года по 12 июля 1943 года
- Белгородско-Харьковская операция — с 3 августа 1943 года по 23 августа 1943 года
- Черниговско-Полтавская операция— с 13 августа 1943 года по 21 сентября 1943 года
- Кировоградская операция — с 5 января 1944 года по 16 января 1944 года
- Днепровско-Карпатская операция:
  - Корсунь-Шевченковская операция с 5 февраля 1944 года по 17 февраля 1944 года.
  - Уманско-Ботошанская операция с 5 марта 1944 года по 17 апреля 1944 года.
- Львовско-Сандомирская операция с 13 июля 1944 года по 3 августа 1944 года.
- Восточно-Карпатская операция:
  - Карпатско-Дуклинская операция (Карпатско-Ужгородская операция) с 8 сентября 1944 года по 28 октября 1944 года.
- Висло-Одерская операция:
  - Сандомирско-Силезская операция — с 12 января 1945 года по 3 февраля 1945 года.
- Нижне-Силезская операция — с 8 февраля 1945 года по 24 февраля 1945 года.
- Верхне-Силезская операция — с 15 марта 1945 года по 31 марта 1945 года.
- Берлинская операция — с 16 апреля 1945 года по 8 мая 1945 года.
- Пражская операция — с 6 мая 1945 года по 11 мая 1945 года.

### Послевоенный период
После войны полк базировался на аэродромах Германии, Австрии и Венгрии в составе 1-й гвардейской бомбардировочной авиационной дивизии 6-го гвардейского бомбардировочного авиационного корпуса 2-й воздушной армии вновь образованной Центральной группы войск.
Директивой Генерального Штаба от 10 января 1949 года полк переименован в 748-й гвардейский бомбардировочный авиационный Краковский орденов Суворова и Богдана Хмельницкого полк, 1-я гвардейская бомбардировочная авиационная дивизия переименована в 164-ю гвардейскую бомбардировочную авиационную дивизию, корпус переименован в 44-й гвардейский бомбардировочный авиационный корпус, а воздушная армия — в 59-ю воздушную армию.
В 1952 году полк был переучен на новую авиационную технику — Ил-28. В июле 1953 года полк в составе дивизии был выведен из Центральной группы войск в состав ВВС Таврического военного округа на аэродром Мелитополь, а в 1956 году — на аэродром Запорожье в состав 69-й воздушной армии Киевского округа. В марте 1960 года полк был расформирован.

## Награды
- 81-й гвардейский бомбардировочный авиационный полк Указом Президиума Верховного Совета СССР награждён орденом Богдана Хмельницкого III степени[1].
- 81-й гвардейский бомбардировочный авиационный полк Указом Президиума Верховного Совета СССР награждён орденом Суворова III степени[1].

## Почётные наименования
- 81-му гвардейскому бомбардировочному авиационному полку за проявленные образцы мужества при овладение огородом Краков 19 февраля 1945 года приказом НКО СССР № 015 от 19 февраля 1945 года на основании Приказа Верховного главнокомандующего присвоено почётное наименование «Краковский»[2].

## Отличившиеся воины
- Плотников Павел Артемьевич, гвардии капитан, командир эскадрильи 81-го гвардейского бомбардировочного авиационного полка 1-й гвардейской бомбардировочной авиационной дивизии 6-го гвардейского бомбардировочного авиационного корпуса 2-й воздушной армии 27 июня 1945 года удостоен звания дважды Герой Советского Союза. Золотая Звезда № 2/57[3].
- Абрамов Пётр Петрович, гвардии капитан, командир отряда 81-го гвардейского бомбардировочного авиационного полка 1-й гвардейской бомбардировочной авиационной дивизии 6-го гвардейского бомбардировочного авиационного корпуса 2-й воздушной армии 23 февраля 1948 года удостоен звания Героя Советского Союза Золотая Звезда № 7794.
- Гапеёнок Николай Иванович, гвардии капитан, заместитель командира эскадрильи 81-го гвардейского бомбардировочного авиационного полка 1-й гвардейской бомбардировочной авиационной дивизии 6-го гвардейского бомбардировочного авиационного корпуса 2-й воздушной армии 27 июня 1945 года удостоен звания Герой Советского Союза. Золотая Звезда № 7571.
- Глыга Григорий Семёнович, гвардии майор, штурман 81-го гвардейского бомбардировочного авиационного полка 1-й гвардейской бомбардировочной авиационной дивизии 6-го гвардейского бомбардировочного авиационного корпуса 2-й воздушной армии 27 июня 1945 удостоен звания Героя Советского Союза. Золотая Звезда № 6510
- Гусенко Павел Яковлевич, гвардии капитан, командир эскадрильи 81-го гвардейского бомбардировочного авиационного полка 1-й гвардейской бомбардировочной авиационной дивизии 2-го гвардейского бомбардировочного авиационного корпуса 5-й воздушной армии 26 октября 1944 года удостоен звания Герой Советского Союза. Посмертно.
- Зайцев Николай Сергеевич, гвардии подполковник, командир 81-го гвардейского бомбардировочного авиационного полка 1-й гвардейской бомбардировочной авиационной дивизии 6-го гвардейского бомбардировочного авиационного корпуса 2-й воздушной армии 27 июня 1945 года удостоен звания Герой Советского Союза. Золотая Звезда № 6511.

- Сеньков Тит Григорьевич, гвардии капитан, штурман эскадрильи 81-го гвардейского бомбардировочного авиационного полка 1-й гвардейской бомбардировочной авиационной дивизии 2-го гвардейского бомбардировочного авиационного корпуса 5-й воздушной армии 26 октября 1944 года удостоен звания Герой Советского Союза. Золотая Звезда № 4622.
- Черныш Пётр Прокофьевич, гвардии старший лейтенант, командир звена 81-го гвардейского бомбардировочного авиационного полка 1-й гвардейской бомбардировочной авиационной дивизии 6-го гвардейского бомбардировочного авиационного корпуса 2-й воздушной армии 27 июня 1945 года удостоен звания Героя Советского Союза. Золотая Звезда № 7564.

## Благодарности Верховного Главнокомандующего
Воинам полка в составе 1-й гвардейской бомбардировочной авиационной дивизии объявлены благодарности Верховного Главнокомандующего:
- За овладение областным и крупным промышленным центром Украины городом Кировоград — важнейшим опорным пунктом обороны противника[4].
- За разгром окружённой группировки противника юго-западнее Оппельна и овладении в Силезии городами Нойштадт, Козель, Штейнау, Зюльц, Краппитц, Обер-Глогау, Фалькенберг[5].
- За овладение городом и крепостью Бреславль (Бреслау)[6].
- За овладение городом Дрезден — важным узлом дорог и мощным опорным пунктом обороны немцев в Саксонии[7].

## Самолёты на вооружении
| Период      | Самолёты |
| ----------- | -------- |
| 1940 — 1941 | СБ       |
| 1941 — 1952 | Пе-2     |
| 1952 — 1960 | Ил-28    |

## Базирование
| Период               | Место базирования                   |
| -------------------- | ----------------------------------- |
| 04.1945 — 01.07.1945 | Жагань, Польша                      |
| 01.07.1945 — 12.1951 | аэродром Вена-Асперн, Австрия       |
| 12.1951 — 07.1953    | аэродром Тёкель, Венгрия            |
| 07.1953 — 1955       | аэродром Мелитополь, Украинская ССР |
| 1955 — 1960          | аэродром Запорожье, Украинская ССР  |